# 폴 매리너
폴 매리너(영어: Paul Mariner; 1953년 5월 22일, 그레이터 맨체스터 주 판워스 ~ 2021년 7월 9일)는 잉글랜드의 전직 축구 선수이자 감독이었다.
현역 시절 중앙 공격수로 활동한 매리너는 촐리에서 축구를 시작했다. 그는 1973년에 플리머스 아가일에서 프로 선수가 되었고, 155번의 경기에 출전해 61골을 기록한 그는 구단의 역대 최고 선수들 중 하나로 손꼽혔다. 그는 1976년에 입스위치 타운으로 이적해 보비 롭슨 감독 체제에서 국내 및 유럽대항전에서 성공적으로 활약했다. 그는 포트먼 로드에서 활동하던 시절에 잉글랜드 국가대표팀에 차출되었고, 유로 1980과 1982년 월드컵에서 자국을 대표로 참가했다. 매리너는 잉글랜드 국가대표팀 경기에 35번 출전해 13골을 넣었다. 그는 아스널과 포츠머스에서 2년씩 몸담은 후 해외에서 은퇴했다. 그는 오스트레일리아, 미국, 그리고 몰타 무대를 전전했다.
그는 올버니 캐피털스 시절에 지도자 생활을 시작했는데, 은퇴 후 지도자 활동에 전념했다. 일본에서 근무하던 그는 미국으로 가 지도자로 본격 활동했는데, 애리조나 주와 하버드 대학교에서 감독일을 했다. 그는 2004년에 메이저 리그 사커의 뉴 잉글랜드 레벌루션에서 스티브 니콜 사단의 일원이 되었다. 매사추세츠 주에서 5년을 보낸 매리너는 2009년에 플리머스 아가일의 감독으로 취임했다. 그는 폴 스투록의 후임으로 2달을 역임한 후 피터 리드 감독이 취임하면서 본래 맡던 보직으로 돌아갔다. 2011년 1월, 그는 메이저 리그 사커 무대로 복귀했는데, 이번에는 토론토의 선수 발전 부서에서 근무했다.
매리너는 메이저 리그 사커의 뉴 잉글랜드 레벌루션의 스포츠 해설가였다. 2020년을 기점으로, 그는 뉴 잉글랜드 레벌루션의 경기를 몇몇 경기에서 찰리 데이비스와 같이 해설했다.

## 선수 경력

### 1970년대

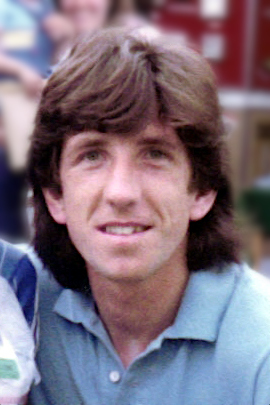
입스위치 타운 시절의 매리너

매리너는 리그에 속해 있지 않은 아마추어 구단인 촐리에서 축구를 시작했고, 랭카셔에 연고를 둔 구단에서 공격 지향적인 경기 방식은 플리머스 아가일의 관심을 끌었고, 결국 1973년에 그 구단과 계약했다.
그는 데번 주 연고 구단에서 인상적인 득점 행진을 벌였고, 135번의 경기에 출전해 56골을 기록했고, 매리너의 발전을 지켜보던 보비 롭슨 감독 체제의 입스위치 타운에 구단 기록인 £220,000으로 이적했고, 존 페덜티와 테리 오스틴이 계약 조건에 따라 반대로 플리머스 선수가 되었다. 매리너는 웨스트 브로미치 앨비언과 웨스트 햄 유나이티드로부터 비슷한 조건의 제의를 받았지만, 입스위치 행을 결정지었다.
매리너는 1976년 9월에 입스위치 첫 경기를 치렀고, 고전적 9번 선수(거친 견제와 수비수와의 치열한 몸싸움을 이길 수 있는 선수로, 득점력도 출중해야 했다.) 선수로서 입스위치 선수로 빠르게 입지를 다졌다. 당시 전문가에 따르면 매리너가 '표적형' 중앙 공격수로는 그가 유일한 방안이었지만, 실제로도 많은 골을 발로 창출했고, 중앙 혹은 측면에서 배급하는 공을 떠먹기보다는 스스로 득점 기회를 만들어 냈다.
매리너는 입스위치 합류 후 6개월 만에 큰 충격을 주었고, 그는 웸블리에서 5-0으로 이긴 룩셈부르크와의 경기에서 교체로 출전해 잉글랜드 국가대표팀 경기를 치렀고, 벨파스트의 윈저 파크에서 열린 북아일랜드와의 브리티시 홈 챔피언십 경기에서는 선발로 출전했다. 그는 두 경기에서 모두 인상적인 활약을 펼쳤지만, 이후 6경기 동안 모두 결장했다. 이 시기에 입스위치는 풋볼 리그 1부\1부 리그를 3위로 마쳤고, 매리너는 28번의 경기에서 10골을 기록했다.
매리너의 3번째 잉글랜드 국가대표팀 경기는 룩셈부르크와의 월드컵 예선전 경기로, 막판에 쐐기골로 2-0 승리에 일조했다. 이 시기에 매리너는 스튜어트 피어슨과 밥 래치퍼드와 함께 론 그린우드 호 잉글랜드 국가대표팀의 '표적형' 중앙 공격수 자리를 놓고 경쟁했다. 결국, 매리너가 대부분의 경기에서 기용되며 승자가 되었다.
소속 구단에서 매리너는 기복 있는 행보를 보였다. 그는 입스위치에서 11골을 기록했지만, 소속 구단은 1부 리그에서 시즌을 18위로 마감해 저조한 성적을 거두었다. 그러나, FA컵 결승전에 진출해 웸블리에서 아스널에 명경기 끝에 1-0으로 이겼다. 매리너는 이 경기에서 한 차례 득점 기회를 잡아 골대를 강타했다.
그린우드는 1979년 내내 잉글랜드 국가대표팀에 매리너를 차출하지 않았지만, 이 시기에 소속 구단인 입스위치에서 33경기 출전해 13골을 넣으며 가장 많은 득점을 기록했다. 그는 1980년이 되어서야 6번째 잉글랜드 국가대표팀 경기에 출전했는데, 이는 5번째 국가대표팀 경기를 치른 지 거의 2년이 되는 시기였고, 그는 렉섬에서 열린 웨일스와의 경기에서 1-4로 패할 당시 득점을 기록해 영패를 면케 했다. 그는 대패 이후에도 국가대표팀에서 계속 활약했고, 시드니에서 유로 1980을 앞두고 열린 오스트레일리아와의 출정식 경기에서 2-1로 이겼다. 매리너는 그린우드의 대회 최종 명단에 이름을 올렸지만, 대회 예선전 내내 한 경기도 출전하지 못했다.
그는 토리노에서 1-1로 비긴 벨기에와의 1차전 경기에 결장했지만, 남은 2번의 조별 리그 경기에서 교체로 출전했는데, 이탈리아에 패한 후 스페인에 승리했고, 잉글랜드는 조별 리그에서 탈락했다.

### 1980년대
매리너는 입스위치에서 득점력을 점차 개선하면서 잉글랜드 국가대표팀의 주전 선수로 자리잡았는데, 1980년에는 41번의 경기에서 17골을 넣었고, 소속 구단은 그 다음 시즌이 개막할 때 준수한 성적을 거두며 선전했다. 잉글랜드는 1982년 월드컵 예선 일정을 노르웨이전 4-0 대승으로 시작했는데, 매리너는 훌륭한 골을 22미터에서 등을 돌려 넣었다. 그러나, 그는 그 다음 경기에서 결장했고, 부쿠레슈티에서 루마니아에 졸전 끝에 1-2로 패했다. 그린우드는 그 다음 달에 반드시 이겨야 할 스위스전에서 다시 선발로 매리너를 기용했고, 그는 선제골을 넣어 2-1 승리를 견인했다.
입스위치는 1981년이 끝날 무렵에 3개 대회 우승을 노렸는데, 매리너가 다시 앞장서서 36번의 경기에서 13골을 기록했다. 그러나, 입스위치 타운은 애스턴 빌라에게 1부 리그를 내주었고,(입스위치는 미들즈브러전에서 우승이 좌절) 맨체스터 시티와의 FA컵 준결승전 맞대결에서 패했다. 그러나, UEFA컵에서는 매리너가 주역으로 활약하며 두고두고 회자될 우승에 성공했다.
그는 앞서 2차례 득점을 기록해 생-테티엔과의 8강전을 통과했다. 프랑스 원정으로 치른 1차전에서, 매리너는 2골을 기록해 입스위치가 4-1로 앞서나갔고, 2차전에서도 1골을 기록해 인상적인 승리를 거두었다. 준결승전을 넘어, 매리너가 결승전의 해결사가 되었는데, AZ와의 결승전 1차전에서 다시 골망을 흔들어 입스위치의 3-0 승리에 일조했다. 결국, 소속 구단은 합계 5-4로 우승했다. 몇 주 후, 그린우드는 다시 잉글랜드 국가대표팀 선발로 그를 복귀시켰고, 스위스전에서 패한 후, 헝가리전에서 귀중한 승리를 챙겼고, 노르웨이에 충격패를 당했다. 이후, 잉글랜드의 월드컵 3개 대회 연속 예선 탈락의 악몽이 드리우기 시작했지만, 헝가리가 본선 진출을 확정지은 가운데 웸블리에서 최종전에서 맞대결을 펼치고 필요한 승점 1점을 추가하여 수렁을 탈출하는데 성공할 수 있는 상황이 되었다. 매리너가 이 경기에서 1-0 결승골을 기록했는데, 넘어지고도 골을 차넣어 직접 골망을 흔든 것이 아닌 굴절되어 들어간 골이었지만, 귀중한 골로 본선행을 확정지었다.
양쪽 아킬레스건 부상을 당하면서 매리너는 이후 몇 달 동안 출전하지 못했고, 25번의 입스위치 경기에서 8골에 그쳤다. 그러나, 스페인에서 열린 월드컵을 앞두고 웸블리의  네덜란드전에서 홀로 질주해 득점한 것을 포함해 5번의 연습 경기에서 4골을 기록했다. 그 덕에, 매리너는 그린우드의 대회 최종 명단에 이름을 올렸고, 처음으로 주요 대회 본선 경기에 선발로 출전해 프랑스를 상대했다.
잉글랜드가 브라이언 롭슨의 역대 최단 시간 득점 2위인 골을 포함해 2골로 2-1로 앞서나간 와중에, 매리너가 근거리에서 뜬 공을 마무리해 3-1 승리에 쐐기를 박았다. 이 골은 그가 22번째 국가대표팀 경기에서 터뜨린 국제 경기 11호 골이었고, 다른 선수들과 비교하면 당시로서는 높은 득점율이었다. 이로서 그는 잉글랜드 국가대표팀 경기에서 6경기 연속 득점에도 성공했는데, 이 업적을 달성한 선수는 지미 그리브스가 유일했다.
그린우드는 대회 기간 내내 매리너를 선발로 중용했지만, 추가로 골을 터뜨리지는 못했고, 2차 조별 리그에서 득점 없이 2경기를 비긴 잉글랜드는 탈락했다. 매리너는 스페인전에서 케빈 키건이 득점 기회를 날려버린 후 무릎을 꿇고, 머리를 양손으로 감싸 좌절하자 부상 문제로 교체 투입되어 넘어진 잉글랜드의 주장을 부축하여 끌고간 것으로 회자되었다.(앞서 서독이 스페인을 2-1로 이겼기에 잉글랜드는 더 큰 점수차로 스페인을 꺾어야 했고, 이 골을 성공시켜도 잉글랜드의 준결승행에는 역부족이었을 것이다.)
매리너의 소속 구단 감독인 롭슨이 이후 잉글랜드 국가대표팀 감독으로 취임해 유로 1984 예선전에서 계속 선발로 출전했다. 매리너는 입스위치에서 득점 행진을 이어갔지만, 젊고 활기찼던 그는 노쇠화하면서 기량이 덜어지기 시작했다.
잉글랜드는 예선전에서 비틀거렸고, 매리너는 헝가리와 룩셈부르크전에서 연속으로 득점했지만, 룩셈부르크전 득점은 그의 잉글랜드 국가대표팀 13호이자 마지막 골이 되었다. 그가 다음 잉글랜드 국가대표팀 경기를 치를 때, 그는 아스널 선수 신분이었고, 포병대는 1984년 2월에 £150,000의 이적료로 입스위치에서 영입했다. 2월 18일, 그는 하이버리에서 열린 애스턴 빌라와의 경기에 출해 1-1로 비겼고, 그 다음 주에 노팅엄 포리스트를 상대로 1호골을 성공시켰다. 이 당시 매리너는 30대에 접어들었지만, 아스널에서도 꾸준히 활약하며 시즌 말 15번의 경기에서 7골을 기록했고, 아스널은 1983-84 시즌에 리그 6위로 반등했다.
그는 1984-85 시즌에 주전 선수로 활약하며 단 7경기만 결장했지만, 41번의 경기에서 9골을 넣는 데 그쳤다.
매리너는 잉글랜드 국가대표팀 경기에 2번 더 출전했지만, 장신의 재능 있는 신예 마크 헤이틀리가 비상하고, 게리 리네커와 피터 비어슬리가 세계적인 선수로 성장해 경쟁이 치열해졌다. 헤이틀리는 1984년 9월에 동독전 승리 당시 매리너와 교체되어 들어가 승리에 일조했고, 매리너는 1985년 5월에 0-0으로 비긴 루마니아전에서 마지막이자 35호 국가대표팀 경기를 치렀는데, 이 경기는 1986년 월드컵 예선전 경기였다. 헤이틀리가 비상하고 매리너가 아스널의 벤치만 지키면서, 롭슨은 본선에 진출한 1986년 멕시코 대회에서 그를 명단에서 제외했다.
한편 매리너는 소속 구단에서 그리 많은 경기에 출전하지 못했고, 아킬레스건 부상에 허덕이며 1985-86 시즌에는 9경기 출전에 그쳤고, 그나마 몇 경기는 중앙 반면 수비수로 비상 출전한 것이었다. 그는 1986년 4월 8일에 노팅엄 포리스트와의 소속 구단 마지막 경기에서 교체로 출전했다.
1986년 8월, 아스널의 조지 그레이엄 신임 감독은 매리너를 자유 이적으로 방출했는데, 이 결정은 그레이엄 감독 취임 이전에 결정된 일이었다. 매리너는 총 70번의 아스널 경기에 출전해 17골을 기록했다. 그의 다음 행선지는 포츠머스로 2년을 보냈다. 1989년 5월, 그는 미국 사커 리그의 올버니 캐피털스로 이적했다.

### 1990년대
1990-91 시즌, 폴 매리너는 몰타의 나샤르 라이언스에서 활약했다. 매리너는 1991년에 미국 프로 사커 리그에 소속된 캐피털스로 복귀했는데, 이 리그는 미국 사커 리그와 웨스턴 사커 리그가 통합하여 출범했다. 그는 캐피털스에서 3시즌을 보냈고, 1990년에는 리그 대표 11인에 명명되었다. 매리너는 올버니에서 3년을 보내면서, 수석 코치도 역임했다. 1992년 봄, 캐피털스 구단주는 감독직을 제의했지만, 해단 소문이 돌자, 그는 샌 프란시스코 베이 블랙호스크의 선수 겸 감독이 되었다. 그는 캐피털스의 해단 수순에 대한 소식을 듣고 이적을 감행했다. 1990년대 초, 폴 매리너는 서드버리 서포크를 연고로 하는 일요 리그 구단인 바이엄 데어리의 경기에 2번 출전했다.

## 감독 경력

### 초기 경력
은퇴 후, 매리너는 BBC 라디오 랭카셔의 일요일 비 리그 금요일 1시간 방송에서 축구 평론가로 활동했고, 축구 선수들을 위한 지도자 단체를 설립했다. 잉글랜드로 복귀한 뒤 볼턴 학교를 잠깐 지도한 후, 미국으로 다시 건너가 애리조나 주 피닉스의 델 솔 축구단 유소년부를 지도했다. 2003년, 그는 하버드 대학교 축구단의 수석 코치가 되었다. 2004년, 그는 메이저 리그 사커의 뉴 잉글랜드 레벌루션에 합류해 전 리버풀과 스코틀랜드 국가대표팀 수비수였던 스티브 니콜을 보좌했다. 그는 2004년 2월 5일에 정식적으로 입단한 것으로 발표가 났다. 그는 메이저 리그 사커의 신규 구단 시애틀 사운더스가 2009년 첫 시즌을 시작하기 전에 감독직을 협상하기도 했다.

### 플리머스 아가일
2009년 10월에 논쟁이 고조되었는데, 그의 친정 구단이었던 플리머스 아가일과 연락이 닿은 것으로 보도되었고, 10월 17일에 사임한 이래 데번 주에 2018년 월드컵 유치전에서 홍보를 위해 방문하면서 더욱 불거졌다. 그 이튿날인 2009년 10월 18일, 그는 폴 스투록과 함께 플리머스 아가일의 감독이 된 것으로 발표되었다.
2009년 12월 10일, 순례자 군단이 2부 리그 최하위로 떨어지는 부진에 빠지자 매리너는 스투록을 대신하여 플리머스 아가일의 감독이 되었다. 그는 플리머스의 성적을 다시 올리지 못했고, 결국 2010년 4월 19일에 6년 만의 챔피언십에서의 강등을 확정짓고 말았다.
2010년 5월 6일, 플리머스는 후임 감독을 물색하는 것으로 밝혀졌지만, 결국에는 매리너가 감독으로서 구단에 잔류했다. 매리너의 임기는 2010년 6월 24일에 피터 리드가 취임하면서 끝났다. 매리너는 2010년 12월 30일에 홈 파크에서 자신의 지위를 내려놓고 다른 일자리를 찾기 시작했다. 피터 리드 아가일 감독은 "저는 폴을 오래 전부터 알아왔고, 그와 동행한 일은 환상적이었습니다"라고 말하며 "저는 그가 앞으로 무엇을 하든지 성공하리라 장담합니다. 그는 훌륭한 인물로, 이 구단의 지지자들에게 전설로 통하는 인물이었으니까요."라고 덧붙였다.

### 토론토
매리너는 2011년 1월 6일에 토론토에 선수 발전 부장으로 선임되어 아론 빈터르의 사단에 합류했다. 시즌을 9경기 연속 패배로 시작한 후, 빈터르는 토론토 감독직을 그만두고, 매리너가 2012년 6월 7일에 신임 감독으로 취임했다. 매리너는 6월 27일에 앵팍 드 몽레알전에서 토론토에서 첫 승리르 기록했는데, 적지에서 3-0으로 이겼다. 구단은 신임 감독이 취임한 후 반등했는데, 2012년 시즌을 이후 "10무 4패의 리그 성적"으로 마무리했고, 매리너는 2013년 1월 7일에 해임되었다. 토론터 전 선수들인 앤드류 위드먼과 에리크 아슬리가 이후 매리너에게 찬사를 보냈다.

## 방송 경력
1993년 현역 은퇴 후, 매리너는 BBC 라디오 랭카셔에서 해설가로 잠시 활동했다. 2014년, 그는 토론토에서 짧은 지도자 생활을 마치고 뉴 잉글랜드 레벌루션에 방송인으로 복귀해 6년 동안 구단의 텔레비전 및 라디오 해설을 맡았다. 그는 2009년부터 2020년까지 ESPN의 분석가로도 활동했다.

## 개인사와 최후
매리너는 1953년 5월 22일에 볼턴 인근의 판워스에서 출생했는데, 그의 부친 제임스 매리너는 크레인 기사였고, 모친은 마거릿 캐서린 턴불이었고, 그는 1953년 7월 19일에 호리치의 성 카탈리나 교회에서 세례를 받았다. 그는 호리치의 오텀 로에서 부모와 동거했고, 호리치 군 중고등학교(현 리빙턴-블랙로드 고등학교 관할 학교)를 졸업했다. 그는 배우자로 앨리슨 로스코를 1976년에 데번 주 플리머스에서 맞이했고, 슬하에 세 아들을 두었다. 두 부부는 1989년에 파경했다.
매리너는 2021년 7월 9일 향년 68세에 뇌종양으로 영면에 들었다.

## 경력 통계

### 클럽
| 구단            | 시즌      | 리그      | 리그 | 리그 | 컵   | 컵 | 리그컵 | 리그컵 | 기타 | 기타 | 합계 | 합계 |
| 구단            | 시즌      | 리그명    | 출장 | 골   | 출장 | 골 | 출장   | 골     | 출장 | 골   | 출장 | 골   |
| --------------- | --------- | --------- | ---- | ---- | ---- | -- | ------ | ------ | ---- | ---- | ---- | ---- |
| 플리머스 아가일 | 1973–74   | 3부 리그  | 41   | 14   | 3    | 2  | 6      | 1      | 0    | 0    | 50   | 17   |
| 플리머스 아가일 | 1974–75   | 3부 리그  | 45   | 20   | 3    | 1  | 2      | 0      | 0    | 0    | 50   | 21   |
| 플리머스 아가일 | 1975–76   | 2부 리그  | 38   | 15   | 2    | 0  | 2      | 1      | 0    | 0    | 42   | 16   |
| 플리머스 아가일 | 1976–77   | 2부 리그  | 10   | 7    | 0    | 0  | 2      | 0      | 0    | 0    | 12   | 7    |
| 플리머스 아가일 | 합계      | 합계      | 134  | 56   | 8    | 3  | 12     | 2      | 0    | 0    | 154  | 61   |
| 입스위치 타운   | 1976–77   | 1부 리그  | 28   | 10   | 3    | 3  | 0      | 0      | 0    | 0    | 31   | 13   |
| 입스위치 타운   | 1976–77   | 1977–78   | 37   | 11   | 7    | 7  | 1      | 1      | 6    | 3    | 53   | 22   |
| 입스위치 타운   | 1976–77   | 1978–79   | 33   | 13   | 5    | 3  | 1      | 0      | 5    | 1    | 44   | 17   |
| 입스위치 타운   | 1976–77   | 1979–80   | 41   | 17   | 3    | 3  | 2      | 0      | 4    | 2    | 50   | 22   |
| 입스위치 타운   | 1976–77   | 1980–81   | 36   | 13   | 7    | 3  | 4      | 4      | 11   | 6    | 58   | 26   |
| 입스위치 타운   | 1976–77   | 1981–82   | 25   | 8    | 2    | 0  | 5      | 1      | 1    | 0    | 33   | 9    |
| 입스위치 타운   | 1976–77   | 1982–83   | 37   | 13   | 3    | 0  | 1      | 0      | 1    | 0    | 37   | 13   |
| 입스위치 타운   | 1976–77   | 1983–84   | 23   | 12   | 1    | 0  | 4      | 2      | 0    | 0    | 28   | 14   |
| 입스위치 타운   | 합계      | 합계      | 260  | 97   | 31   | 19 | 18     | 8      | 28   | 12   | 337  | 136  |
| 아스널          | 1983–84   | 1부 리그  | 15   | 7    | 0    | 0  | 0      | 0      | 0    | 0    | 15   | 7    |
| 아스널          | 1984–85   | 1부 리그  | 36   | 7    | 3    | 2  | 2      | 0      | 0    | 0    | 41   | 9    |
| 아스널          | 1985–86   | 1부 리그  | 9    | 0    | 3    | 0  | 2      | 1      | 0    | 0    | 14   | 1    |
| 아스널          | 합계      | 합계      | 60   | 14   | 6    | 2  | 4      | 1      | 0    | 0    | 70   | 17   |
| 경력 합계       | 경력 합계 | 경력 합계 | 454  | 167  | 45   | 24 | 34     | 11     | 28   | 12   | 561  | 214  |

기타 경기는 UEFA컵, 유러피언 컵위너스컵, 그리고 채리티 실드 경기 출전 기록을 포함한다.

### 국가대표팀
| 국가대표팀 | 연도 | 출장 | 골 |
| ---------- | ---- | ---- | -- |
| 잉글랜드   | 1977 | 3    | 1  |
| 잉글랜드   | 1978 | 2    | 0  |
| 잉글랜드   | 1980 | 8    | 4  |
| 잉글랜드   | 1981 | 5    | 1  |
| 잉글랜드   | 1982 | 11   | 5  |
| 잉글랜드   | 1983 | 4    | 2  |
| 잉글랜드   | 1984 | 1    | 0  |
| 잉글랜드   | 1985 | 1    | 0  |
| 합계       | 합계 | 35   | 13 |

### 국가대표팀 득점 목록
아래의 점수에서 왼쪽의 점수가 잉글랜드의 점수이며, 점수 열은 매리너의 득점 당시 점수 상황을 나타낸다.
| #  | 날짜             | 경기장                                         | 상대           | 점수 | 결과 | 대회                        | 주     |
| -- | ---------------- | ---------------------------------------------- | -------------- | ---- | ---- | --------------------------- | ------ |
| 1  | 1977년 10월 12일 | 룩셈부르크, 룩셈부르크, 시립 경기장            | 룩셈부르크     | 2-0  | 2-0  | 1978년 월드컵 예선전        | [ 57 ] |
| 2  | 1980년 5월 17일  | 웨일스, 렉섬, 레이스코스 그라운드              | 웨일스         | 1-0  | 1-4  | 1980년 브리티시 홈 챔피언십 | [ 58 ] |
| 3  | 1980년 5월 31일  | 오스트레일리아, 시드니, 시드니 크리켓 그라운드 | 오스트레일리아 | 2-0  | 2-1  | 친선경기                    | [ 59 ] |
| 4  | 1980년 9월 10일  | 잉글랜드, 런던, 웸블리                         | 노르웨이       | 4-0  | 4-0  | 1982년 월드컵 예선전        | [ 60 ] |
| 5  | 1980년 11월 19일 | 잉글랜드, 런던, 웸블리                         | 스위스         | 2-0  | 2-1  | 1982년 월드컵 예선전        | [ 61 ] |
| 6  | 1981년 11월 18일 | 잉글랜드, 런던, 웸블리                         | 헝가리         | 1-0  | 1-0  | 1982년 월드컵 예선전        | [ 62 ] |
| 7  | 1982년 5월 25일  | 잉글랜드, 런던, 웸블리                         | 네덜란드       | 2-0  | 2-0  | 친선경기                    | [ 63 ] |
| 8  | 1982년 5월 29일  | 스코틀랜드, 글래스고, 햄던 파크                | 스코틀랜드     | 1-0  | 1-0  | 1982년 브리티시 홈 챔피언십 | [ 64 ] |
| 9  | 1982년 6월 3일   | 핀란드, 헬싱키, 올림픽 경기장                  | 핀란드         | 1-0  | 4-1  | 친선경기                    | [ 65 ] |
| 10 | 1982년 6월 3일   | 핀란드, 헬싱키, 올림픽 경기장                  | 핀란드         | 4-1  | 4-1  | 친선경기                    | [ 65 ] |
| 11 | 1982년 6월 16일  | 스페인, 빌바오, 산 마메스                      | 프랑스         | 3-1  | 3-1  | 1982년 월드컵               | [ 66 ] |
| 12 | 1983년 10월 12일 | 헝가리, 부다페스트, 네프슈터디온               | 헝가리         | 3-0  | 3-0  | 유로 1984 예선전            | [ 67 ] |
| 13 | 1983년 11월 16일 | 룩셈부르크, 룩셈부르크, 시립 경기장            | 룩셈부르크     | 2-0  | 4-0  | 유로 1984 예선전            | [ 68 ] |

## 감독 통계
2013년 1월 7일 기준
| 구단            | 취임             | 해임            | 기록 | 기록 | 기록 | 기록 | 기록  | 주                   |
| 구단            | 취임             | 해임            | 전   | 승   | 무   | 패   | 율 %  | 주                   |
| --------------- | ---------------- | --------------- | ---- | ---- | ---- | ---- | ----- | -------------------- |
| 플리머스 아가일 | 2009년 12월 10일 | 2010년 6월 24일 | 29   | 7    | 6    | 16   | 024.1 | [ 37 ] [ 69 ]        |
| 토론토          | 2012년 6월 7일   | 2013년 1월 7일  | 28   | 6    | 8    | 14   | 021.4 | [ 41 ] [ 43 ] [ 70 ] |
| 합계            | 합계             | 합계            | 57   | 13   | 14   | 30   | 22.8  | —                    |

## 수상

### 선수
플리머스 아가일
- 3부 리그 준우승: 1974–75

입스위치 타운
- FA컵: 1977–78
- UEFA컵: 1980–81

개인
- 플리머스 아가일 올해의 선수: 1974–75, 1975–76
- 플리머스 아가일 세기의 선수
- 풋볼 리그 1부 PFA 올해의 팀: 1980–81[71]
- 입스위치 타운 올해의 선수: 1982–83
- 입스위치 타운 명예의 전당: 2011년 헌액[72]